# Guardamiglio
Guardamiglio (Guardamèi in dialetto lodigiano) è un comune italiano di 2 670 abitanti della provincia di Lodi in Lombardia.

## Storia
Sull'estremo lembo meridionale della pianura lombarda sorge Guardamiglio, stretto nell'ansa più profonda e più larga che il Po forma nel territorio lodigiano.
Le origini del paese si perdono nella nebbia dei tempi. Per chiarire l'origine del nome bisogna risalire all'antico passaggio della Via Emilia (187/183 a.C.) costruita per mettere in comunicazione, valicando anche il Po, la Gallia Cispadana alla Gallia Transpadana e praticamente Bononia (Bologna) con Mediolanum (Milano) attraversando importanti cittadine come Piacenza, Modena, Parma. L'etimologia del toponimo, è stata ricondotta da alcuni dal console Lucio Emilio e ricorderebbe il suo valore nel domare una ribellione dei Galli, già soggiogati nel 224 a.C., da allora in poi il luogo si sarebbe denominato 'ARDOR AEMILII', e per correzione fonetica Guardamiglio. Un'altra ipotesi invece fa derivare il nome del paese dalla distanza che lo separa da Piacenza, cioè da 'AD QUARTUM MILIARUM' letteralmente 'QUARTO MIGLIO', infatti correvano circa 6076 m, ma potrebbe, anche essere valida la semplice ipotesi della descrizione del luogo i cui dintorni erano un tempo coltivati a miglio, ne sarebbe la prova lo stemma raffigurante un gambo di miglio. Secondo invece un'altra folcloristica tradizione popolare alquanto bizzarra, sebbene sostenuta da vari storici, il nome deriverebbe da un antico 'Guarda mei', cioè 'Guarda meglio'.
Raccontano che nell'anno 1211, durante un rigidissimo inverno, il Po si fosse straordinariamente gelato. L'imperatore dei Romani, Ottone IV, si trovava con l'esercito sulla riva del Po e la doveva passare. Uno dei feudatari italiani, il conte di Santa Fiora, fece stendere della paglia sul ghiaccio per ingannare l'imperatore nella speranza di vedere il ghiaccio rompersi sotto il peso degli animali e di mettere in pericolo la vita dello stesso che invece riuscì a passare il fiume senza accorgersene. 'Guarda mei' sarebbe stato il consiglio che andava all'imperatore perché non si fidasse dei suoi sudditi. Nell'anno 725, il re longobardo Liutprando donò tutto il territorio circostante Guardamiglio al monastero di San Pietro in Ciel d'Oro di Pavia, i quali furono costretti a venderlo per debiti nel 1225. In tale data il paese passò sotto la giurisdizione di Piacenza, ma alla fine del secolo venne ceduto al Conte Umbertino Landi, signore di Caselle Landi, di nobile famiglia ghibellina. Guardamiglio si trovò così coinvolto nella travagliata storia piacentina. I bagliori delle lotte terribili che si svolsero tra Guelfi e Ghibellini, giunsero fino a queste terre, che divennero teatro di battaglia. carestie, incendi, ruberie e vendette, sono i tristi segni di questi terribili anni. Per tutto il 1300 i Landi furono soggetti ai Visconti che dominarono Piacenza fino alla morte dell'ultimo signore Filippo Maria, nel 1447. Ai Visconti succedettero, quindi, gli Sforza che riconfermarono ai Landi il possesso di Piacenza e di conseguenza anche di Guardamiglio.
Il primo documento che riguarda Guardamiglio è datato 26 dicembre 1209 e tratta dell'affitto di un appezzamento di terra presso il 'BORGO' di Guardamiglio ('BORGO', in latino, sta ad indicare un piccolo castello o un agglomerato cresciuto fuori dalle mura cittadine). In questo documento si sottolinea che la terra di Guardamiglio è diffusamente coltivata, alberata a frutteto e vigneto. Anche se Guardamiglio è sempre stato un paese basato principalmente sull'agricoltura, si svilupparono parecchie attività artigianali e commerciali. Nel 1550 la città di Piacenza cadde sotto l'esercito francese di Luigi XII, quindi se ne impossessò Papa Giulio II. Anche il suo successore Leone X tentò con ogni mezzo di conservare il Ducato appoggiandosi ai fiorentini e agli spagnoli interessati a contrastare l'influenza francese. Dopo alterne vicende i francesi si ritirarono e Papa Leone X finì con avere la meglio. Il rafforzamento del governo Papale favorì naturalmente anche il passaggio delle terre circostanti in mano a famiglie a lui devote. Fu così che il feudo di Guardamiglio passò dai Landi agli Scotti. Estintosi il ramo degli Scotti, probabilmente, nella metà del XVII secolo, il feudo venne concesso a Giovanni Nicelli, col titolo di Conte.
Il piccolo centro appartenne politicamente al Ducato di Piacenza, e fu solo con la conquista napoleonica che il confine politico tra il piacentino e il lodigiano coincise, di nuovo, con quello naturale geografico. Il 7 maggio 1796 avvenne a Guardamiglio il primo combattimento su terra lombarda fra i soldati repubblicani condotti da Napoleone Bonaparte e gli austriaci agli ordini del generale Beaulieu. Alla fine di questo periodo il Comune di Guardamiglio insieme a Fombio, San Rocco, Mezzana Casati e Caselle Landi, situati sulla sponda sinistra del Po venne unito al Lodigiano. Memorabile fu l'inondazione del 1907 quando l'argine del fiume si spezzò di fronte all'abitato di San Rocco al Porto. I sanrocchini, allora, tentarono una spedizione per tagliare l'argine ed aprire alle acque un nuovo sbocco, che avrebbe forse salvato il loro paese, ma avrebbe inondato Guardamiglio. A questo punto tutti i cittadini di Guardamiglio accorsero per difendere il loro paese e dopo una violenta zuffa i sanrocchini dovettero rinunciare a salvare il loro territorio a danno di Guardamiglio. Dal censimento del 1931 si attestava che Guardamiglio aveva 2 561 abitanti.

## Monumenti e luoghi d'interesse
La chiesa parrocchiale di San Giovanni Battista, eretta nel 1678, si presenta attualmente come un edificio di stile neoclassico.

## Società

### Evoluzione demografica
Abitanti censiti

### Etnie e minoranze straniere
Al 31 dicembre 2018 gli stranieri residenti nel comune di Guardamiglio erano 362. Le nazionalità più rappresentate erano:
1. Romania - 155
2. Marocco - 75
3. Albania - 38

## Economia
Il comune è situato sulla sponda sinistra del Po, che lo separa da Piacenza.
Questa posizione, al centro di un importante nodo di comunicazione, ha favorito particolarmente il paese.
L'economia locale è stata in questi ultimi anni caratterizzata dall'insediamento di numerose unità industriali, con aziende che operano nei settori estrattivo (cave di ghiaia e sabbia), meccanico, dell'abbigliamento e della concia.
La manodopera oltre che sull'impiego locale, gravita su Piacenza, Lodi, Codogno e Milano.
Si affianca all'attività industriale anche un buon numero di aziende agricole, per lo più a conduzione diretta e di piccole dimensioni.

## Infrastrutture e trasporti
Il comune è attraversato dalla strada statale 9 Via Emilia. Inoltre è anche servito dall'autostrada A1 attraverso l'uscita Basso Lodigiano (già Piacenza Nord), ubicata proprio nel territorio del comune.

## Amministrazione
Segue un elenco delle amministrazioni locali.
| Periodo | Periodo   | Primo cittadino            | Partito      | Carica  | Note |
| ------- | --------- | -------------------------- | ------------ | ------- | ---- |
| 1945    |           | Carlo Franceschini         |              | Sindaco |      |
| 1946    | 1949      | Cesare Rossi               |              | Sindaco |      |
| 1949    | 1960      | Venanzio Garioni           |              | Sindaco |      |
| 1960    | 1970      | Antonio Perotti            |              | Sindaco |      |
| 1970    | 1980      | Pierino Oleotti            |              | Sindaco |      |
| 1980    | 1986      | Enrico Perotti             |              | Sindaco |      |
| 1986    | 1988      | Gioacchino Vallacchi       |              | Sindaco |      |
| 1988    | 1995      | Enrico Perotti             |              | Sindaco |      |
| 1995    | 1999      | Enrico Rossi               |              | Sindaco |      |
| 1999    | 2009      | Elia Bergamaschi           | Centrodestra | Sindaco |      |
| 2009    | 2014      | Maria Grazia Tondini Rossi |              | Sindaco |      |
| 2014    | 2024      | Elia Bergamaschi           | Lista civica | Sindaco |      |
| 2024    | In carica | Giancarlo Rossetti         | Lista civica | Sindaco |      |